# Bản giao hưởng số 1 (Penderecki)
Bản giao hưởng số 1 của nhà soạn nhạc người Ba Lan Krzysztof Penderecki sáng tác vào năm 1973, do Nhà xuất bản Âm nhạc Ba Lan và Schott Music  chịu trách nhiệm in ấn và lưu hành. Bản giao hưởng chưa từng được mở rộng hoặc sửa đổi thêm, tức là vẫn giữ nguyên như bản gốc.

## Sáng tác
Perkins Engines, một trong những nhà sản xuất động cơ khí nổi tiếng nhất ở Peterborough, là pháp nhân ủy quyền sáng tác. Bản giao hưởng một phần của chuỗi Buổi hòa nhạc công nghiệp thường niên. Penderecki sáng tác vào năm 1972 và bản giao hưởng lần đầu cất lên dưới Nhà thờ chính tòa Peterborough vào ngày 19 tháng 7 năm 1973. Chính Penderecki là người chỉ huy Dàn nhạc Giao hưởng London. Ba tháng sau khi ra mắt công chúng, bản giao hưởng số 1 được trình diễn tại đất nước của nhà soạn nhạc, tại Lễ hội mùa thu Warszawa (Dàn nhạc Giao hưởng Quốc gia Warszawa thời Witold Rowicki).

## Kết cấu bản giao hưởng
Bản giao hưởng gồm bốn phần gối lên nhau, với thời gian 30 đến 35 phút. Cần một dàn nhạc lớn để trình diễn, gồm các nhạc cụ như: 3 cây sáo, 3 ô-boa, 3 clarinet, clarinet bass, 3 pha-gốt, 5, 3 kèn săn (horn), 4 kèn trompet, tuba, trống định âm, 5 nhạc cụ gõ, 2 kẻng tam giác, chiêng, 4 chũm chọe, 2 kiềng tam-tam, 6 trống tom-tom, 2 trống bongo, 2 trống conga, trống gỗ, trống bass, mộc bản, clave, roi, guiro, roi rung, 5 crotale, thanh sắt, 5 quả chuông, glockenspiel, 5 Almglocken, đàn harmonium, đàn hạc, đàn celesta, piano và dây.